# Ravageurs de céréales
Les ravageurs de céréales sont nombreux et appartiennent majoritairement à la classe des insectes. Outre les dommages directs qu'ils causent aux cultures de céréales, ils sont aussi dans certains cas les vecteurs de viroses et d'autres maladies. Beaucoup d'entre eux sont polyphages, mais certains insectes peuvent être plus spécialisés dans les Poaceae et attaquer aussi d'autres plantes cultivées (graminées fourragères, gazons). 

## Ravageurs des cultures de céréales

### Insectes

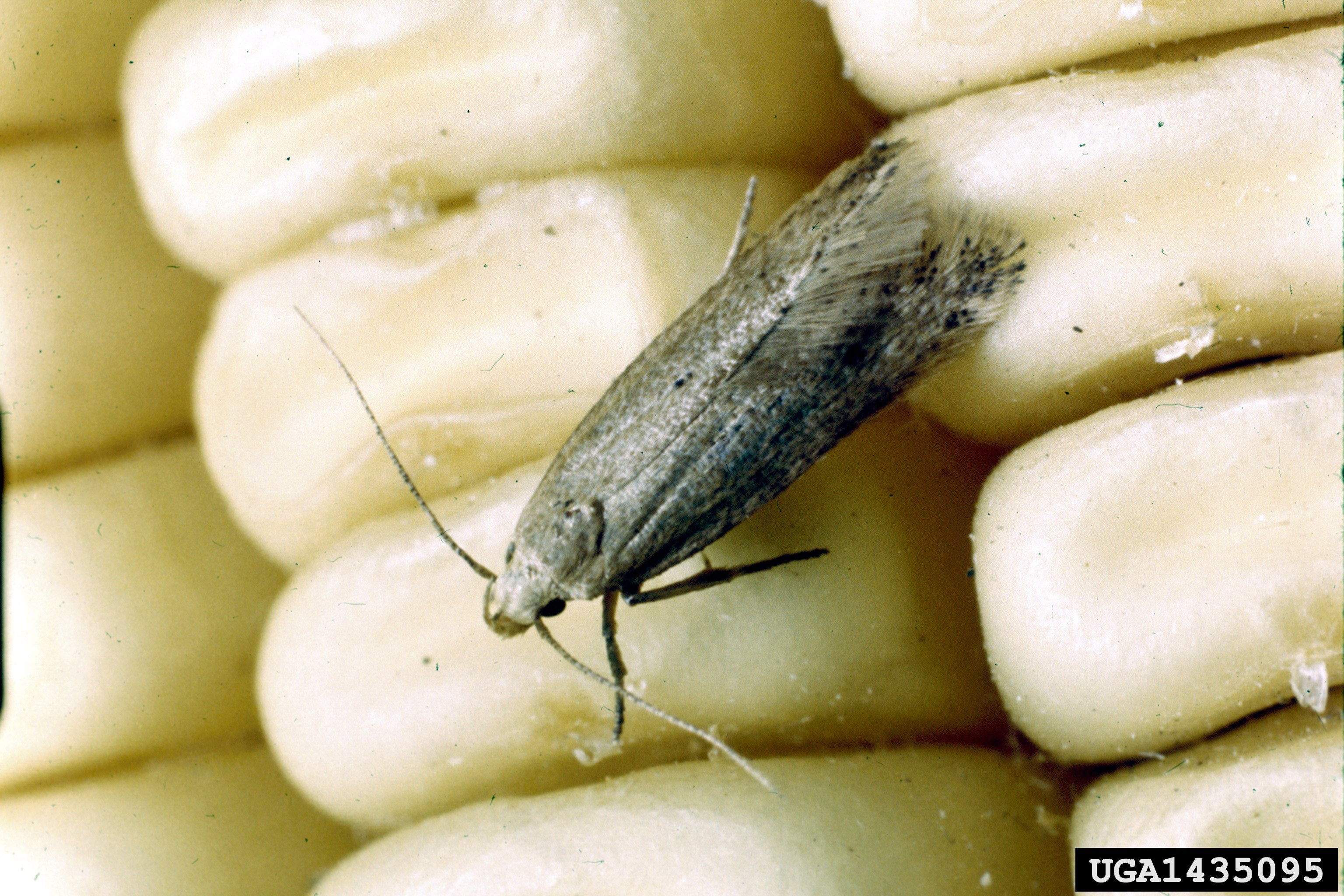
Alucite des céréales (Sitotroga cerealella).

De nombreuses espèces d'insectes sont des déprédateurs des céréales, s'attaquant soit à la plante en phase de culture, aux divers stades de croissance de la plante, soit aux grains entreposés.

#### Coléoptères

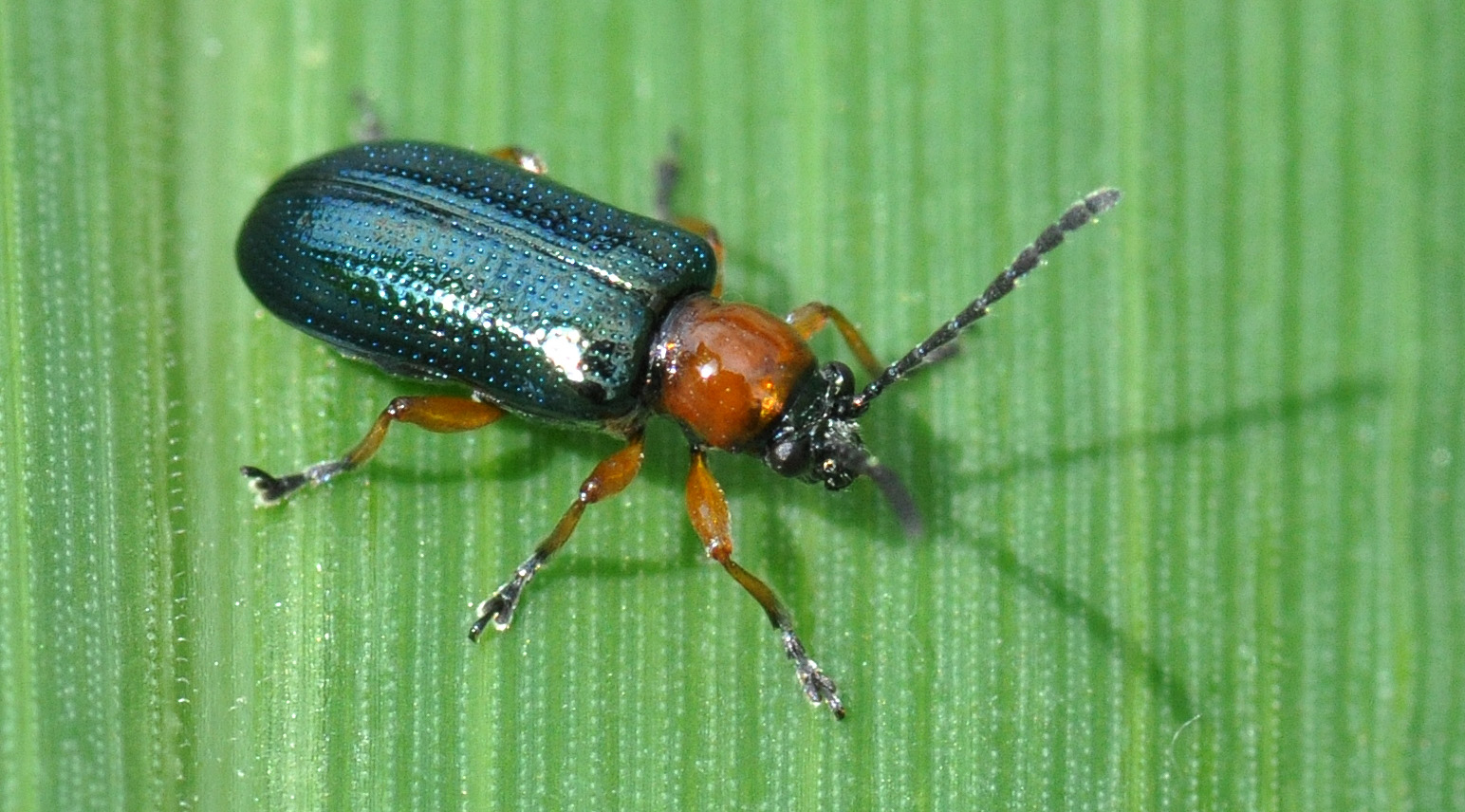
Criocère de l'orge (Oulema melanopus).

- Criocères : Oulema melanopus, Oulema lichenis
- Taupins, diverses espèces du genre Agriotes et Athous : Agriotes lineatus (taupin des moissons), Agriotes obscurus, Agriotes sputator
- Zabre des céréales (Zabrus tenebrioides)
- Geotrogus deserticola
- Heteronychus oryzae
- Sitophilus zeamais (charançon du maïs)
- Sitophilus oryzae (charançon du riz)
- Sitophilus granarius (charençon des greniers)

#### Diptères

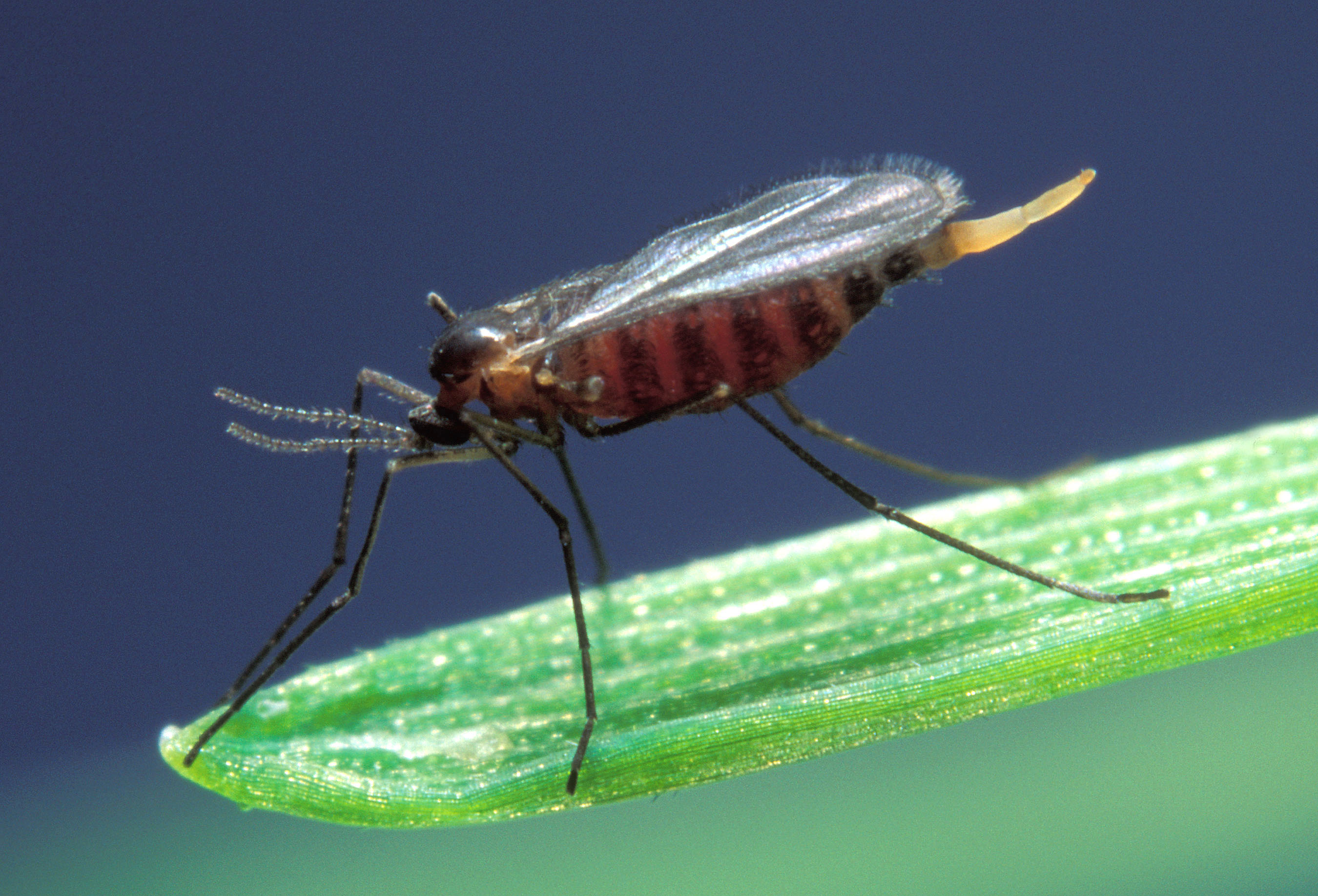
Mouche de Hesse (Mayetiola destructor).

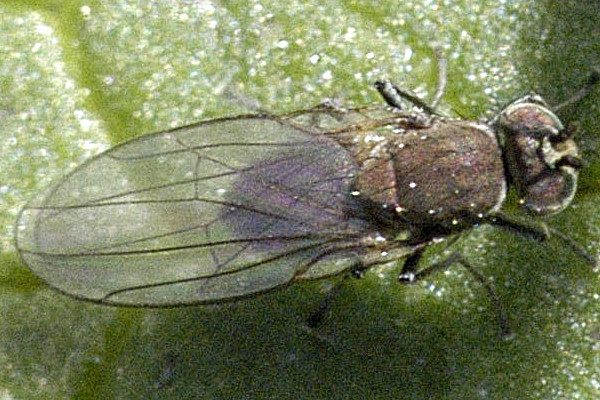
Mouche mineuse des céréales (Hydrellia griseola).

- Tipules : Tipula paludosa, Tipula oleracea.
- Mouches : mouche grise des céréales (Phorbia coarctata), mouche de hesse
  - mouches mineuses des céréales : Agromyza spp., notamment Agromyza megalopsis, Agromyza intermittens, Agromyza nigrella, Hydrellia griseola
  - cécidomyies : Mayetiola destructor (cécidomyie destructive), Mayetiola hordei (cécidomyie à galle de l'orge), Sitodiplosis mosellana (cécidomyie orangée du blé) , Contarinia tritici (cécidomyie des fleurs du blé), Haplodiplosis marginata (cécidomyie des tiges du blé).
  - oscinies : Oscinella frit, Oscinella pusilla.

#### Hémiptères
- Pucerons : Rhopalosiphum padi (puceron des céréales, puceron des grains, puceron vert de l'avoine), Rhopalosiphum maidis (puceron du maïs), Sitobion avenae,  Metopolophium dirhodum (puceron des céréales et du rosier, grand puceron des céréales), Byrsocrypta personata (puceron de l'orme et des céréales) ; ces pucerons sont des vecteurs du virus de la jaunisse nanisante de l'orge (Barley yellow dwarf virus, BYDV), Schizaphis graminum (puceron vert des graminées)
- Diuraphis noxia (puceron russe du blé)

- Eurygaster integriceps (punaise des céréales)
- Nezara viridula (punaise verte puante)
- Acrosternum marginatum (punaise du haricot)
- Euchistue servus (punaise puante brune)
- Agonoscelis versicolor (punaise du mil du Soudan)

- Psammotettix alienus (cicadelle des céréales, vectrice du virus de la maladie des pieds chétifs (Wheat Dwarf Virus, WDV)
- Dalbulus maidis (cicadelle du rabougrissement du maïs)
- Cicadulina mbila (cicadelle vectrice du virus de la striure du maïs)

#### Lépidoptères

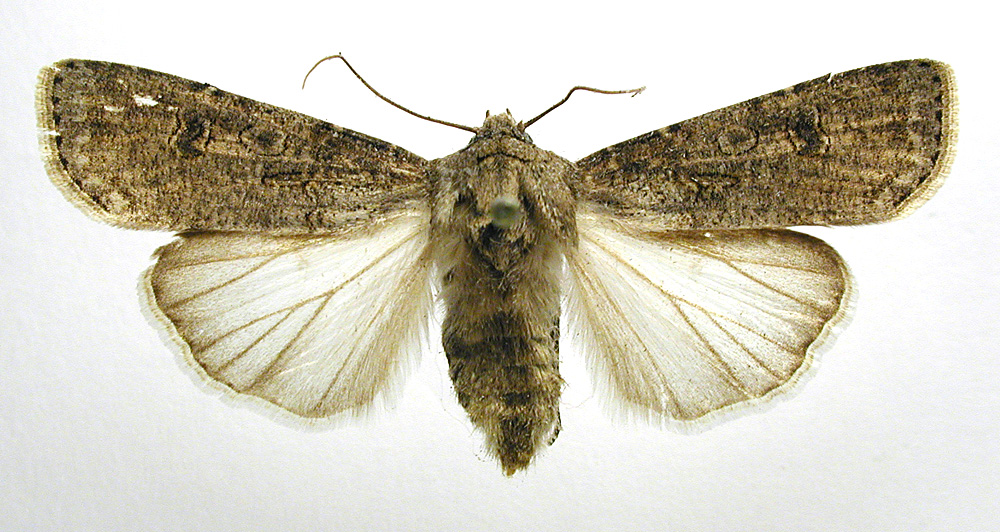
Noctuelle des moissons (Agrotis segetum).

- Noctuelles :  Apamea sordens (noctuelle du blé ),  Agrotis segetum (noctuelle des moissons),  Agrotis ipsilon (noctuelle ipsilon),  Autographa gamma (noctuelle gamma),  Sesamia nonagrioides (noctuelle du maïs), Loxostege sticticalis
- Spodoptera frugiperda (noctuelle américaine du maïs)
- Busseola fusca (foreur africain des tiges de maïs ou de sorgho)
- Sesamia calamistis (foreur rose africain)

- Pyrales : Ostrinia nubilalis (pyrale du maïs), Nymphula depunctalis (pyrale des feuilles du riz)
- Elasmopalpus lignosellus (petit foreur des tiges de maïs)
- Diatraea lineolata (foreur américain du maïs)
- Ostrinia furnacalis = Pyrausta salentiallis (foreur oriental et asiatique du maïs)
- Chilo partellus (foreur ponctué de la tige du sorgho)
- Eldana saccharina (foreur africain de la canne à sucre)
- Diatrea grandiosella (grande chenille mineuse du maïs)
- Diatraea saccharalis (chenille mineuse des tiges de la canne à sucre)

- Cnephasia pumicana (tordeuse des céréales)

- Sitotroga cerealella (teigne des céréales ou alucite des céréales)

#### Thysanoptères
- Thrips : Limothrips cerealium (thrips des céréales), Limothrips denticornis (thrips des céréales), Thrips angusticeps (thrips du lin et des céréales), Haplothrips tritici (thrips du blé), Frankliniella tritici (thrips des fleurs), Anaplothrips  obscurus, Chloethrips oryzae
- Haplothrips aculeatus (thrips long du riz)

### Nématodes
Diverses espèces de nématodes attaquent également les céréales.
La plus importante est Heterodera avenae (nématode de l'avoine), à répartition quasi-cosmopolite. Cette appartient au complexe de nématodes à kystes des céréales, complexe d'espèces proches et difficiles à différencier, comprenant notamment parmi les plus importantes sur le plan économique Heterodera latipons (bassin méditerranéen),  Heterodera hordecalis (Allemagne, Scandinavie, Royaume-Uni), Heterodera zeae (Inde, Pakistan), Heterodera filipjevi (Russie, Turquie).
Autres espèces notables :
- Anguina tritici (anguillule de la nielle du blé),
- Aphelenchoides besseyi (anguillulose des feuilles de riz),
- Ditylenchus dipsaci (anguillule des céréales).
- Meloidogyne naasi (nématode des céréales),
- Pratylenchus penetrans (nématode des prairies),

### Autres groupes

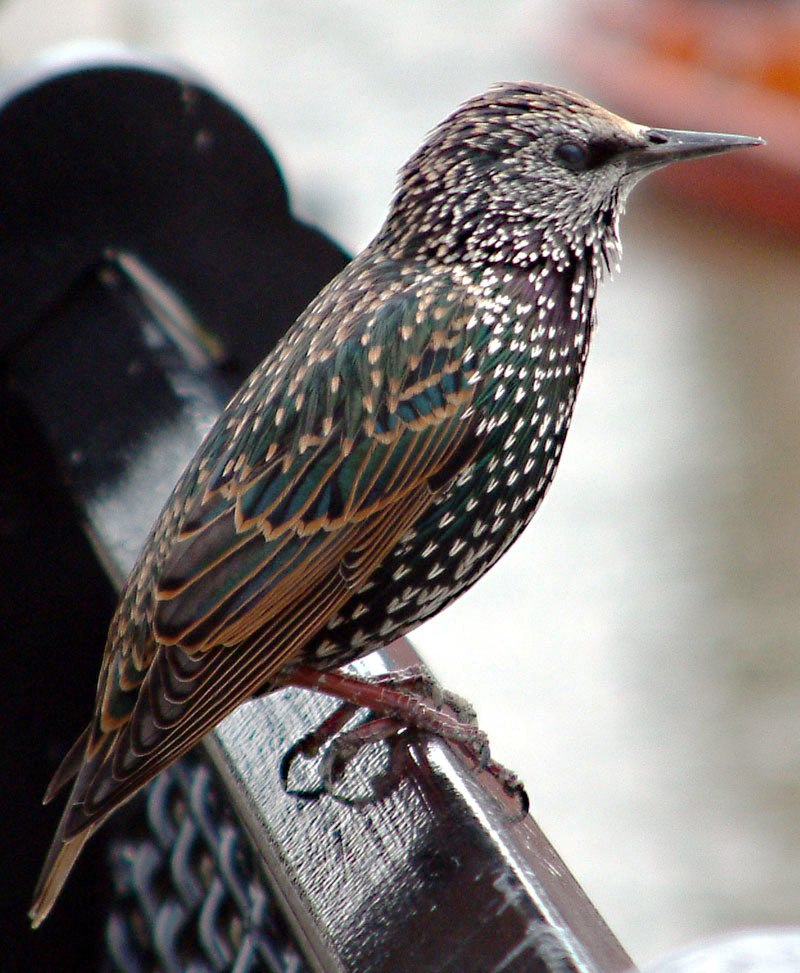
Étourneau sansonnet (Sturnus vulgaris).

D’autres groupes d’animaux sont également concernés, les acariens dont le tétranyque tisserand (Tetranychus urticae) et l’acarien des racines (Rhizoglyphus echinopus)  et parmi les mollusques ; la petite limace grise (Deroceras reticulatum).
Des mollusques, notamment Agriolimax agrestis, attaquent les jeunes plants.
Des mammifères  peuvent aussi causer des dégâts aux cultures et aux stocks de céréales, notamment les rongeurs.
Les oiseaux sont redoutés lorsqu'ils volent en essaims nombreux, tels l'étourneau sansonnet en Europe, qui attaque les semis, ou le « mange-mil », Quelea quelea, qui pille les épis sur pieds en Afrique.

## Ravageurs des grains entreposés

### Insectes

#### Coléoptères
- Alucite des céréales  : Sitotroga cerealella
- Capucin des grains ou Petit perceur des grains : Rhizopertha dominica
- Charançon du blé : Sitophilus granarius
- Charançon du maïs : sitophilus zeamais
- Charançon du riz : Sitophilus oryzae
- Cucujide plat : Cryptolestes ferrugineus
- Silvain ou cucujide dentelé des grains : Oryzaephilus surinamensis
- Ténébrion meunier : Tenebrio molitor
- Tribolium rouge  de la farine :  Tribolium castaneum
- Tribolium brun de la farine : Tribolium confusum
- Trogoderme des grains : Trogoderma granarium
- Trogoderme glabre : Trogoderma glabrum
- Vrillette du pain : Stegobium paniceum
- Vrillette du tabac : Lasioderma serricorne[4]

#### Lépidoptères

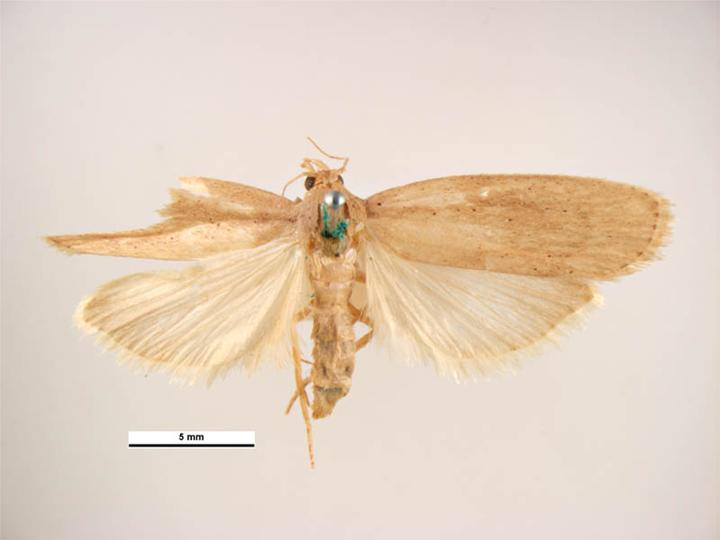
Pyrale du riz (Corcyra cephalonica).

- Pyrale de la farine : Ephestia kuehniella
- Pyrale des amandes : Ephestia cautella
- Pyrale du riz : Corcyra cephalonica
- Pyrale des fruits secs : Plodia interpunctella
- Pyrale de la farine : Pyralis farinalis
- Teigne du cacao : Ephestia elutella
- Teigne des grains : Nemapogon granella

### Arachnides
- Tyroglyphe de la farine : Acarus siro
- Tenebroides mauritanicus
- Glycyphagus destructor
- Tyrophagus longior
- Tyrophagus putrescentiae